# Eustala sedula
Eustala sedula là một loài nhện trong họ Araneidae.
Loài này thuộc chi Eustala. Eustala sedula được Arthur Merton Chickering miêu tả năm 1955.